# Sava Bohinjka
Die Sava Bohinjka (deutsch: Wocheiner Save) ist ein Fluss in der slowenischen historischen Region Oberkrain. 
Mit einer Länge von 41 km ist sie der kürzere der beiden Quellflüsse der Save. Der andere Quellfluss, die Sava Dolinka hat eine Länge von 45 km. Beide Gewässer vereinigen sich in der Stadt Radovljica zur Save.

## Ursprung
Der Ursprung der Sava Bohinjska ist nicht einheitlich definiert. Offizielle slowenische Dokumente nennen den Ursprung der Velika Savica nahe dem Savica-Wasserfall als Ursprung und beziehen die Angaben zur Quellhöhe  und Flusslänge der Sava Bohinjska darauf.
Andere Autoren definieren den Ausfluss aus dem Wocheiner Sees als Beginn der Sava Bohinjska.

## Quellbäche
Die beiden Quellbäche Velika Savica und Mala Savica („Große Kleine Save“, „Kleine Kleine Save“) entspringen im Triglav-Nationalpark in den Julischen Alpen nahe dem Dreiländereck Sloweniens mit Italien und Österreich, unweit des Berges Dreiländereck. An der Quelle der Velika Savica, die auch als Oberlauf der Savica gilt, befindet sich der Savica-Wasserfall.
Die Velika Savica vereinigt sich mit der Mala Savica zur Savica („Kleine Save“) und fließt in den Bohinjsko Jezero (Wocheiner See).

## Verlauf
Die Sava Bohinjka wird bis zur Einmündung der von links kommenden Mostnica zum Teil auch Jezernica genannt. Kurz danach durchquert sie eine kurze Schlucht und fließt dann ostwärts durch das Spodnja Bohinjska-Tal ständig auf Kiesschutt, der größtenteils von reißenden Nebenflüssen in den Talboden geschüttet wurde. Das Flussbett ist in einem völlig natürlichen Zustand, mit wunderschönen weißen Sandbänken und grünblauen Tümpeln. Bei Hochwasser verursacht es jedoch auch Schäden, da sich sein mäandrierendes Bett über die Aue hin und her verschiebt. 
Nach Einmündung der Bäche Bistrica und Belica von rechts bei Bohinjska Bistrica fließt die Sava Bohinja Richtung Nomenje und nimmt auf dem Weg Wasser vom 102 m hohen Pirašica-Wasserfall auf. Ab Nomenje mündet sie in die bis Bohinjska Bela nach Norden verlaufende, etwa 10 km lange Sava-Bohinjka-Schlucht, die zwischen den steilen Hängen von Jelovica im Süden und Pokljuka im Norden eingeschnitten ist. 
Etwas weiter stromabwärts wendet sich der Fluss aus nordöstlicher Richtung nach Osten. Er mündet in das Talbecken von Bled und Radovljica (Blejsko Radovljiška kotlina). Im Südosten des Beckens vereinigt er sich mit der von Norden zufließenden Sava Dolinka zur Save.

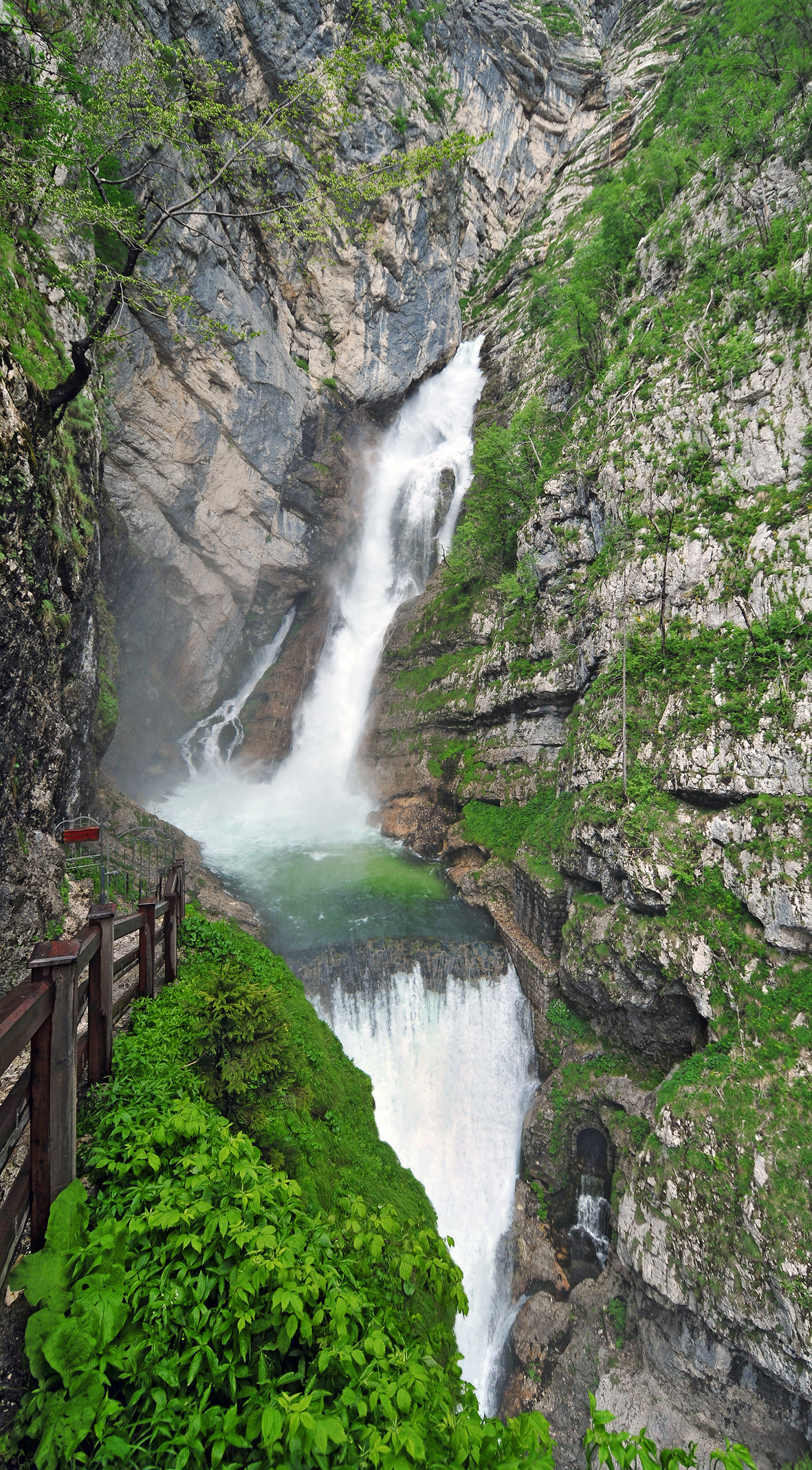
An der Quelle der Velika Savica befindet sich der Savica-Wasserfall
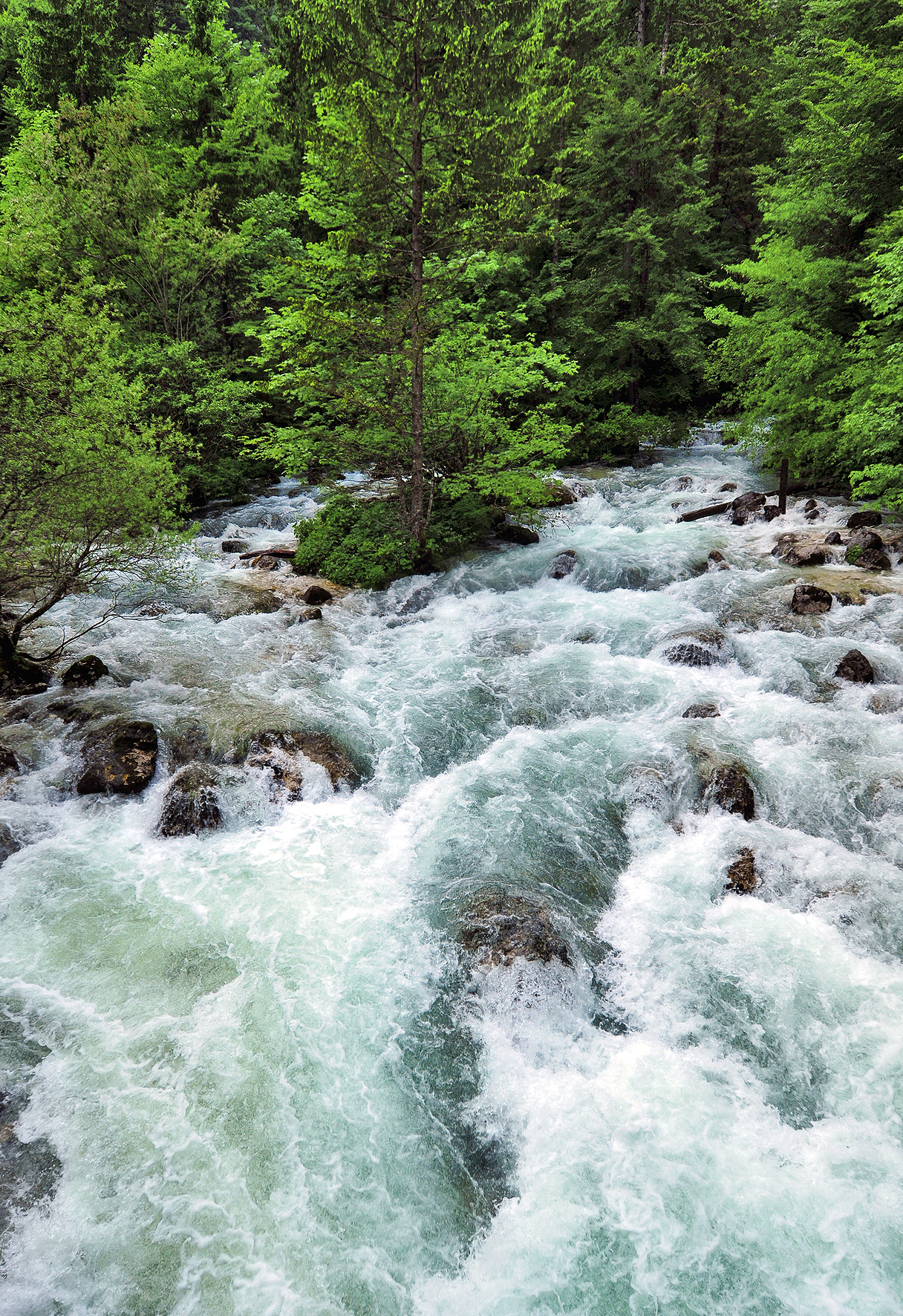
Zusammenfluss von Mala Savica (links) und Velika Savica (rechts) zur Savica
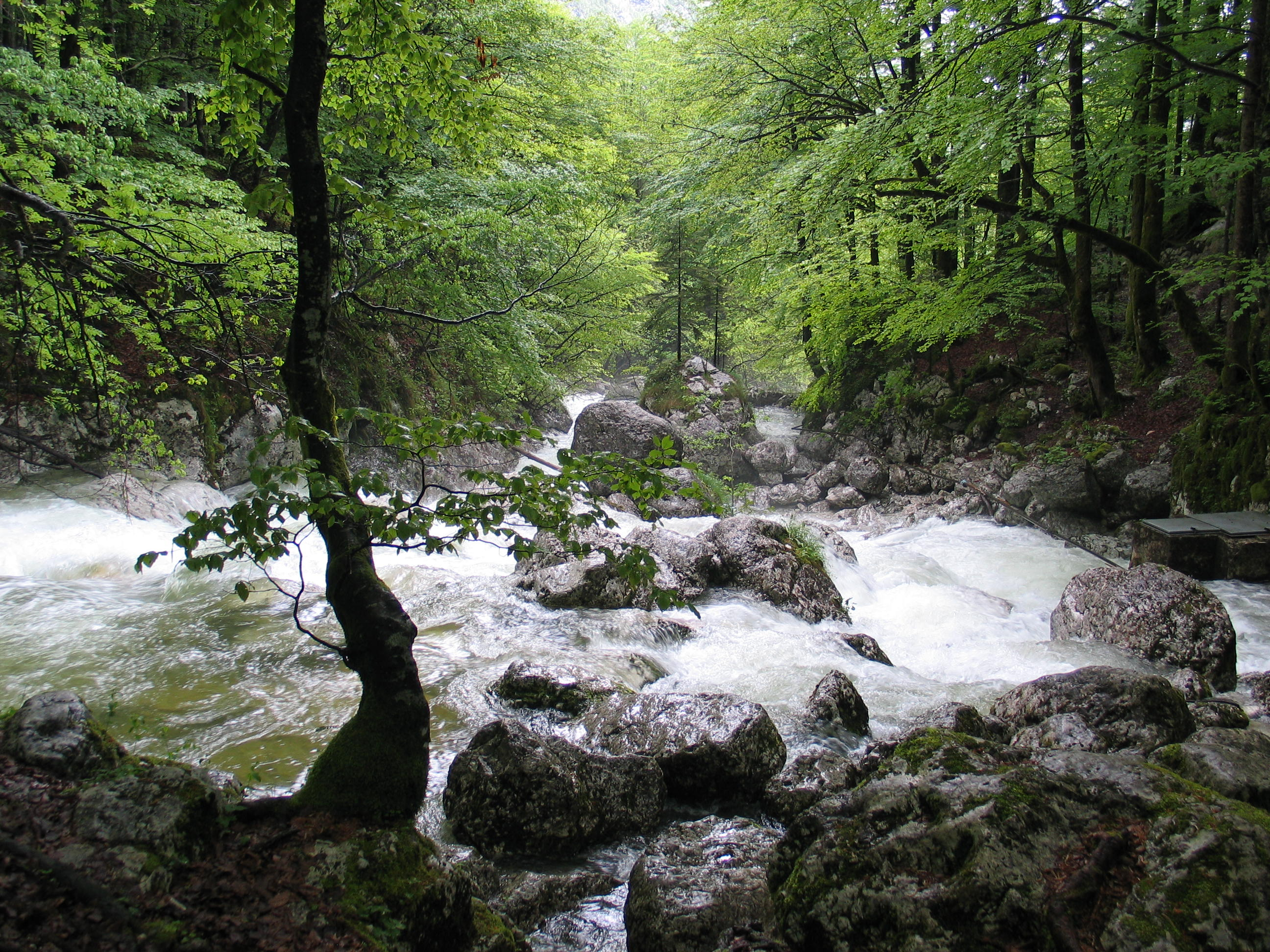
Sava Bohinjka